# 道の駅しもべ
道の駅しもべ（みちのえき しもべ）は、山梨県南巨摩郡身延町古関にある国道300号の道の駅である。

## 施設
- 駐車場
  - 普通車：38台
  - 大型：6台
  - 身障者（多目的）用：3台（うち屋根付きスペースは2台）
  - バイク：約8台
  - 電気自動車（EV/PHEV）専用急速充電スペース・駐車スペース1台
- トイレ
  - 男：12器
  - 女：9器
  - 身障者用：2器
- 公衆電話
- 物産販売所「下部ふるさと振興館」
  - ホタルの学習資料館「ホタルドーム」
- 食事処「ヤマワラウ」（土・日営業）
- 食事処「うどん 笑里」（土・日以外営業）
- 古民家
- バーベキューサイト
- 道の駅 しもべオートキャンプ場〜ゆるキャン△の里〜[1][2][3]
- ラッキードリンクショップ道の駅しもべ店(飲料自動販売機）

## 休館日
- 毎週水曜日（水曜日が祝祭日の場合は翌日）
- 年末年始

## 周辺
- 古関郵便局
- 身延町役場木喰の里微笑館
- 山梨県道404号古関割子線

## 公共交通機関でのアクセス
甲斐常葉駅から身延町営バス「飯富本栖湖線」で「道の駅しもべ」下車すぐ。以前は富士山駅と下部温泉を結ぶ富士急バスが当地付近を通っていたが、2021年に廃止された。